# Frederick Ingersoll
Pour les articles homonymes, voir Ingersoll.
Frederick Ingersoll, né en 1876, est un inventeur, concepteur et constructeur qui a créé la première chaîne mondiale de parcs d'attractions (connu sous le nom Luna Park) et dont l'entreprise de fabrication d'attractions comptabilise 277 montagnes russes qui ont alimenté les trolley parks dans le premier tiers du XXe siècle. Certains de ces parcs et certaines montagnes russes sont toujours opérationnels aujourd'hui.

## Biographie
Ingersoll est né dans le New Jersey. En 1900, il déménage à Glenfield, en Pennsylvanie. Il est connu à cette époque comme étant revendeur de machines à sous mais il n'est pas un simple distributeur puisqu'il fait déjà construire ses manèges.

### Ingersoll Construction
Dans les années 1890, il a conçu (et la société de construction d'Ingersoll construit) les montagnes russes - essentiellement "figure eight" comme le premier modèle qui a été installé à Kennywood (1902) - et les Scenic Railway (initialement appelé "Russian Mountains"). Ingersoll conçoit également une autre attraction que de nombreux parcs ajouteront comme attraction majeure ; le Shoot-the-Chutes.
En 1901, Ingersoll et sa société ont élargi leur champ de la conception et la construction de manèges à la conception et la construction de parcs d'attractions entiers. La société connait deux premiers succès, avec Riverside Amusement Park à Indianapolis et Rocky Glen Park près de Moosic, en Pennsylvanie. Ces trolley parks ont été conçus, construits, et ouverts par Ingersoll en 1903. Avec le succès de ces parcs (et celui du Luna Park de Coney Island, qui a ouvert la même année), Ingersoll créé une chaîne de parcs d'attractions, avec des établissements nommés Luna Park. En 1904, la Luna Park Amusement Company a été formée avec l'aide d'investisseurs.

### Luna Parks

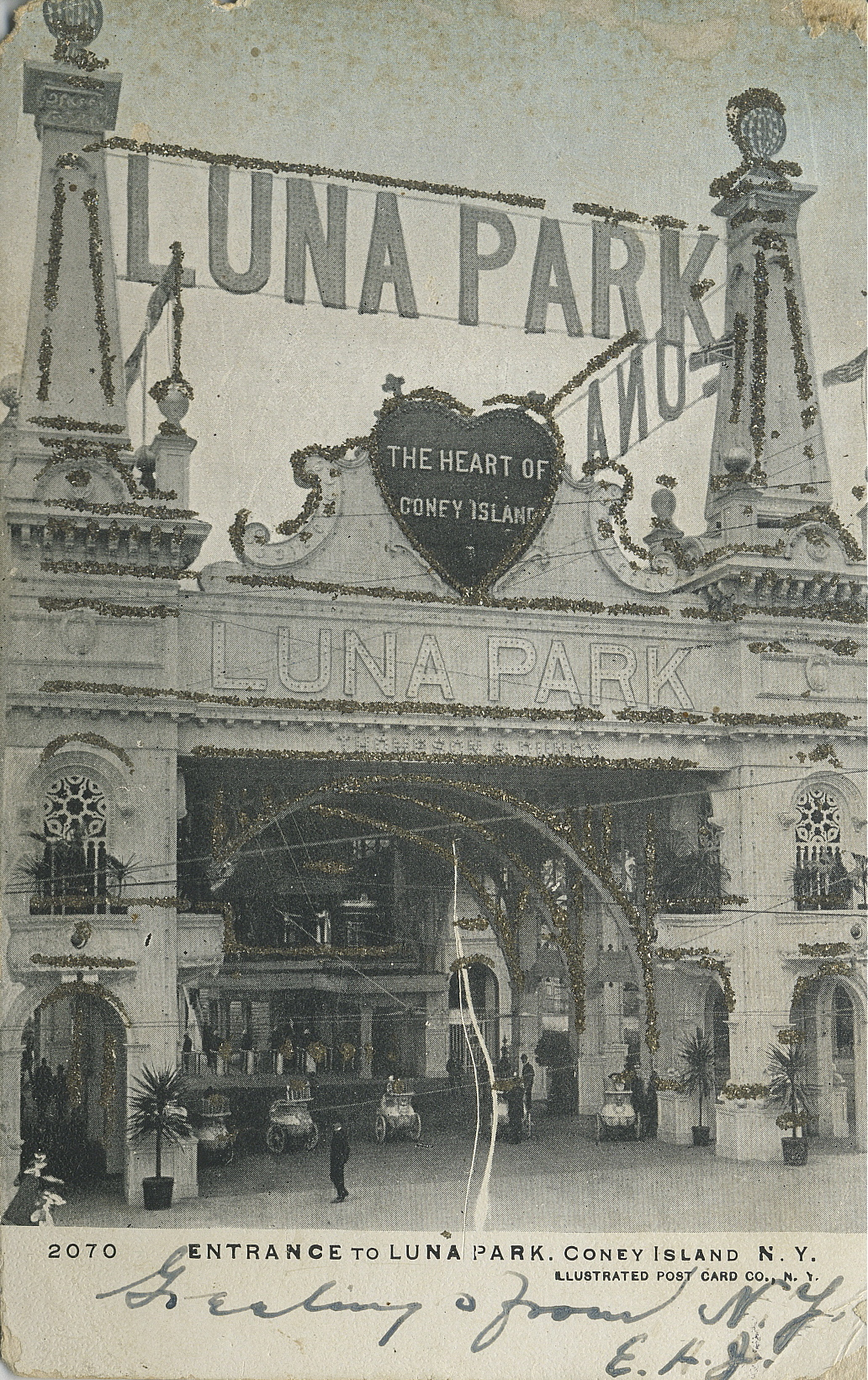
Carte postale présentant l'entrée du Luna Park de Coney Island vers 1906.

Après l'ouverture en 1905 d'Indianola Park à Columbus, Ingersoll tourna son attention vers sa chaîne de Luna Park. Les deux premiers parcs de cette période ; Luna Park Cleveland et Luna Park Pittsburgh déclenchèrent un réel essor dans le domaine, ouvrant la voie pour la construction de nombreux autres parcs dans le monde entier. Alors que certains Luna Parks (comme ceux de Cleveland et Pittsburgh) sont des réussites non négligeables, les demandes monétaires pour maintenir et actualiser en permanence les manèges conduisent Ingersoll à déclarer faillite en 1908.
À la suite de la procédure de faillite, le parc de Cleveland est vendu à l'un des investisseurs de la Luna Park Amusement Company, Matthew Bramley, propriétaire de la Cleveland Trinidad Paving Company (à l'époque la plus importante entreprise mondiale de pavage). Bramley finit par devenir propriétaire de la Luna Park Amusement Company alors que les problèmes monétaires d'Ingersoll continuent dans les années 1910. En 1911, Ingersoll subit un second dépôt de bilan.
La conception et la construction de montagnes russes, de Shoot-the-Chutes et de parcs Luna Parks se poursuivent à travers les années 1910 et 1920 malgré des problèmes d'argent d'Ingersoll. Le Luna Park le plus ancien toujours en fonctionnement (Luna Park Melbourne, en Australie) a ouvert en 1912. À son apogée, Ingersoll comptait la création de 44 parcs d'attractions et son entreprise de construction avait réalisé 277 montagnes russes, dont beaucoup directement pour ces parcs. Le terme "Luna Park" devint un mot vernaculaire employé pour faire référence à un parc d'attractions (Ingersoll renomma d'ailleurs brièvement les parcs que sa société avaient conçus et construits sous le nom « Ingersoll Luna Parks » pour les distinguer de ceux auxquels il n'avait pas de connexion).

### Mort et éloge funèbre
Ingersoll s'est suicidé à Omaha, dans le Nebraska, le 23 octobre 1927. En 1929, le concepteur de montagnes russes John A. Miller lui fit l'éloge en déclarant : "We owe all the success of the amusement park to Fred Ingersoll" ("Nous devons tout le succès des parcs d'attractions à Fred Ingersoll").

## Parcs d'attractions d'Ingersoll
Alors que les parcs d'attractions créés par Ingersoll sont principalement connus sous les noms Luna Park, beaucoup de créations de sa compagnie étaient nommées autrement. Voici quelques parcs qui ont été conçus et construits par la société de construction d'Ingersoll avant sa mort, en 1927.
- Riverside Amusement Park (Indianapolis, Indiana, 1903-1970)[6]
- Rocky Glen Park (près de Moosic, Pennsylvanie, 1903-1988)
- Carnaval Cour (Buffalo, New York, 1904-1920), est devenu Luna Park avant d'être endommagé par un incendie le 14 juillet 1909, changea plus tard son nom pour devenir Athletic Park.
- Luna Park, Coney Island (1903-1944), racheté par Zamperla et rouvert en 2010 sous le même nom[7].
- Indianola Park (Columbus, Ohio, 1905-1937)
- Luna Park, Pittsburgh (1905-1909)
- Luna Park, Cleveland (1905-1930)
- Luna Park, Schenectady (1901-1933, Ingersoll crée le parc en 1906), connu plus tard comme Dolle's Park et Rexford Park.
- Luna Park, Arlington (près de Washington, DC, de 1906 à 1915)
- Luna Park, Scranton (Pennsylvanie, de 1906 à 1916)
- Luna Park, Mexico (1906 -?) - Luna Loca parc d'attractions est actuellement en exploitation sur le site.
- Luna Park, Mansfield (Mansfield, Ohio, 1907-années 1940)[8]
- Luna Park, Berlin (1909-1933)
- Luna Park, Charleston (Virginie occidentale, 1912-1922)
- Luna Park Aidonaka - maintenant Ta Aidonaka, parc près d'Athènes